# Dysosma majoensis
Dysosma majoensis là một loài thực vật có hoa trong họ Hoàng mộc. Loài này được (Gagnep.) M.Hiroe mô tả khoa học đầu tiên năm 1973.